# Universidad de Oriente Núcleo de Bolívar
La Universidad de Oriente, Núcleo Bolívar (UDO Bolívar) es una institución pública venezolana de educación superior, que inició sus labores el 20 de febrero de 1960 por Resolución del Consejo Universitario, convirtiéndose desde entonces en la más importante referencia universitaria del sur-oriente del país.

## Historia
Este núcleo universitario inicia sus actividades académicas el 8 de enero de 1962 con las Escuelas de Medicina y la de Geología y Minas. En agosto de 1968 el Ministerio de Educación aprueba la creación de los Cursos Básicos, y ya para enero de 1969, da comienzo a sus actividades académicas y administrativas.
En 1975, mediante Resolución 028-75, el Consejo Universitario, decreta la creación de la Unidad Experimental de Puerto Ordaz, comenzando sus actividades académicas en 1976, bajo la supervisión del Vicerrectorado Académico y más tarde bajo la dirección del Decanato del Núcleo de Bolívar.

## Directiva
La Dirección del Núcleo está conformada por el Consejo de Núcleo, del cual forman parte las principales autoridades académico-administrativas y los representantes de profesores y alumnos en tanto órgano de co–gobierno universitario. La mayor competencia y responsabilidad en las decisiones, la tiene el Consejo de Núcleo cuyo Presidente es el Decano.

## Estudios de Pregrado
En la actualidad, este núcleo de la UDO cuenta con la Unidad de Cursos Básicos, la Escuela de Ciencias de la Salud “Dr. Francisco Battistini Casalta” y la Escuela de Ciencias de la Tierra, posee además la Unidad Experimental Puerto Ordaz ubicada en Ciudad Guayana.
Entre las carreras que podemos encontrar según escuelas están:
Escuela de Ciencias de la Tierra
- Geología.
- Ingeniería Geológica.
- Ingeniería Industrial.
- Ingeniería Civil.
- Ingeniería de Minas.

Escuela de Ciencias de la Salud “Dr. Francisco Battistini Casalta”
- Medicina.
- Licenciatura en Enfermería.
- Licenciatura en Bioanálisis.
- Tecnología en Enfermería.

Unidad Experimental Puerto Ordaz (UEPO Puerto Ordaz-San Félix)
- Tecnología en Sistemas Industriales.
- Tecnología en Administración Industrial.
- Tecnología en Construcción Civil.
- Tecnología en Estadística .
- Licenciatura en Turismo.
- Licenciatura en Gerencia de Recursos Humanos.
- Licenciatura en Administración.
- Licenciatura en Contaduría Pública.

## Estudios de Postgrado
Entre los programas de postgrado del núcleo encontramos:
- Tecnología y Ciencias de la Ingeniería
  - Especialización en Recursos Naturales

- Ciencias Sociales, Políticas y Administración
  - Maestría en Ciencias Administrativas
  - Especialización en Ciencias Administrativas
  - Maestría en Informática Gerencial

- Tecnología y Ciencias Médicas
  - Especialización en Anestesiología
  - Especialización en Cardiología
  - Especialización en Cirugía General
  - Especialización en Dermatología
  - Especialización en Ginecología y Obstetricia
  - Maestría en Geriatría y Gerontología
  - Especialización en Puericultura y Pediatría
  - Especialización en Medicina Interna
  - Especialización en Medicina Familiar
  - Especialización en Psiquiatría
  - Especialización en Traumatología y Ortopedia
  - Especialización en Salud Pública
  - Especialización en Nefrología